# Smaragdna ploča
Smaragdna ploča, Smaragdna tablica ili Zapisi sa smaragda (lat. Tabula Smaragdina) jedan je od najstarijih poznatih alkemijskih tekstova koji, prema vjerovanju, potječe iz 2. ili 3. stoljeća pr. Kr. Autorstvo teksta pripisano je kralju/bogu Hermesu Trismegistosu, helenističkom sinkretizmu egipatskog boga Thotha i grčkog boga Hermesa.

## Povijest
Prema legendi, tekst na smaragd ugravirao je Hermes osobno, a pronađena je na njegovom grobu Velikoj piramidi u Gizi. Smaragdna ploča je bila posve nepoznata sve do srednjeg vijeka, a iako se smatra da je original bio pisan grčkim jezikom i datiran u 4. stoljeće, najstarije preživjele kopije su vjerojatno iz 9. ili 10. stoljeća, na arapskom jeziku. U ezoterijskoj tradiciji, Ploča se smatra dijelom hermetičke literature pripisane Hermesu. Djelo se prvi put pojavilo na Zapadu u djelu Pseudo-Aristotela Secretum Secretorum, što je zapravo prijevod arapske knjige Kitab Sirr al-Asar, vjerojatno iz 9. stoljeća. Knjigu je u 12. stoljeću preveo na latinski Johannes Hispalensis.

## Prijevod teksta na latinskom i hrvatskom jeziku
Tekst na latinskom jeziku:
| » | Tabula Smaragdina Verum, sine Mendacio, certum et verissimum: Quod est Inferius est sicut quod est Superius, et quod est Superius est sicut quod est Inferius, ad perpetranda Miracula Rei Unius. Et sicut res omnes fuerunt ab Uno, meditatione unius, sic Omnes Res natae ab hac una Re, adaptatione. Pater eius est Sol. Mater eius est Luna. Portavit illud Ventus in Ventre suo. Nutrix eius Terra est. Pater omnis Telesmi totius Mundi est hic. Virtus eius integra est si versa fuerit in Terram. Separabis Terram ab Igne, subtile ab spisso, suaviter, magno cum ingenio. Ascendit a Terra in Coelum, iterumque descendit in Terram, et recipit Vim superiorum et inferiorum. Sic habebis Gloriam totius Mundi. Ideo fugiet a te omnis Obscuritas. Haec est totius Fortitudinis Fortitudo fortis, quia vincet Omnem rem subtilem, Omnemque Solidam penetrabit. Sic Mundus creatus est. Hinc erunt Adaptationes Mirabiles, quarum Modus est hic. Itaque vocatus sum Hermes Trismegistus, habens tres partes Philosophiae totius Mundi. Completum est quod dixi de Operatione Solis. | « |
|   | |   |

Prijevod na hrvatskom jeziku:
| » | Smaragdna ploča Istina nije laž, nešto je vrlo istinito. Ono što je dolje je kao i ono što je gore, a ono što je gore je kao i ono dolje, za izvršavanje čuda od samo jedne stvari. I isto je kao što su i sve te stvari prilagodbom rođene iz te jedinstvene stvari. Njezin je otac Sunce, majka Mjesec, vjetar ju je donio u njezinu utrobu, Zemlja je njezina hraniteljica. Telema čitavog svijeta je ovdje. Njezina moć na Zemlji nema granice. Polako, velikim radom, odvojit ćeš Zemlju od Vatre, rijetko od gustog. Uspinje se sa Zemlje prema Nebu, i odmah silazi na Zemlju te prima snagu gornjih i donjih stvari. Tako ćeš imati svu slavu svijeta i zato će se tama udaljiti od tebe. To je snažna moć svake snage, jer će pobijediti svaku rijetku stvar i prodrijeti u svaku čvrstu stvar. Tako je stvoren svijet. Evo izvora prekrasnih prilagodbi ovdje prikazanih. Zato su me prozvali Hermesom Trismegistosom, onim koji ima tri dijela Filozofije svijeta. Ono što sam rekao o djelovanju Sunca je potpuno. | « |
|   | |   |